# Булева алгебра
Эта статья об алгебраической системе. О разделе математической логики, изучающем высказывания и операции над ними, см. Алгебра логики.
Бу́левой а́лгеброй называется непустое множество A с двумя бинарными операциями {\displaystyle \land } (аналог конъюнкции), {\displaystyle \lor } (аналог дизъюнкции), одной унарной операцией {\displaystyle \lnot } (аналог отрицания) и двумя выделенными элементами: 0 (или Ложь) и 1 (или Истина) такими, что для любых a, b и c из множества A верны следующие аксиомы:
| {\displaystyle a\lor (b\lor c)=(a\lor b)\lor c}           | {\displaystyle a\land (b\land c)=(a\land b)\land c}        | ассоциативность   |
| {\displaystyle a\lor b=b\lor a}                           | {\displaystyle a\land b=b\land a}                          | коммутативность   |
| {\displaystyle a\lor (a\land b)=a}                        | {\displaystyle a\land (a\lor b)=a}                         | законы поглощения |
| {\displaystyle a\lor (b\land c)=(a\lor b)\land (a\lor c)} | {\displaystyle a\land (b\lor c)=(a\land b)\lor (a\land c)} | дистрибутивность  |
| {\displaystyle a\lor \lnot a=1}                           | {\displaystyle a\land \lnot a=0}                           | дополнительность  |

{\displaystyle {\begin{aligned}&a+(b+c)=(a+b)+c&a(bc)=(ab)c\\&a+b=b+a&ab=ba\\&a+ab=a&a(a+b)=a\\&a+bc=(a+b)(a+c)&a(b+c)=ab+ac\\&a+{\bar {a}}=1&a{\bar {a}}=0\end{aligned}}}
Первые три аксиомы означают, что (A, {\displaystyle \land }, {\displaystyle \lor }) является решёткой. Таким образом, булева алгебра может быть определена как дистрибутивная решётка, в которой выполнены две последние аксиомы. Структура, в которой выполняются все аксиомы, кроме предпоследней, называется псевдобулевой алгеброй.
Названа в честь Джорджа Буля.

## Некоторые свойства
Из аксиом видно, что наименьшим элементом является 0, наибольшим является 1, а дополнение ¬a любого элемента a однозначно определено. Для всех a и b из A верны также следующие равенства:
| {\displaystyle a\lor a=a}                            | {\displaystyle a\land a=a}                           |                                                            |
| {\displaystyle a\lor 0=a}                            | {\displaystyle a\land 1=a}                           |                                                            |
| {\displaystyle a\lor 1=1}                            | {\displaystyle a\land 0=0}                           |                                                            |
| {\displaystyle \lnot 0=1}                            | {\displaystyle \lnot 1=0}                            | дополнение 0 есть 1 и наоборот                             |
| {\displaystyle \lnot (a\lor b)=\lnot a\land \lnot b} | {\displaystyle \lnot (a\land b)=\lnot a\lor \lnot b} | законы де Моргана                                          |
| {\displaystyle \lnot \lnot a=a}.                     |                                                      | инволютивность отрицания, закон снятия двойного отрицания. |

## Основные тождества
В данном разделе повторяются свойства и аксиомы, описанные выше с добавлением ещё нескольких.
Сводная таблица свойств и аксиом, описанных выше:
| {\displaystyle a\lor b=b\lor a}                                                                  | {\displaystyle a\land b=b\land a}                                                                 | 1 коммутативность, переместительность                       |
| {\displaystyle a\lor (b\lor c)=(a\lor b)\lor c}                                                  | {\displaystyle a\land (b\land c)=(a\land b)\land c}                                               | 2 ассоциативность, сочетательность                          |
| 3.1 конъюнкция относительно дизъюнкции {\displaystyle a\lor (b\land c)=(a\lor b)\land (a\lor c)} | 3.2 дизъюнкция относительно конъюнкции {\displaystyle a\land (b\lor c)=(a\land b)\lor (a\land c)} | 3 дистрибутивность, распределительность                     |
| {\displaystyle a\lor \lnot a=1}                                                                  | {\displaystyle a\land \lnot a=0}                                                                  | 4 комплементность, дополнительность (свойства отрицаний)    |
| {\displaystyle \lnot (a\lor b)=\lnot a\land \lnot b}                                             | {\displaystyle \lnot (a\land b)=\lnot a\lor \lnot b}                                              | 5 законы де Моргана                                         |
| {\displaystyle a\lor (a\land b)=a}                                                               | {\displaystyle a\land (a\lor b)=a}                                                                | 6 законы поглощения                                         |
| {\displaystyle a\lor (\lnot a\land b)=a\lor b}                                                   | {\displaystyle a\land (\lnot a\lor b)=a\land b}                                                   | 7 Блейка-Порецкого                                          |
| {\displaystyle a\lor a=a}                                                                        | {\displaystyle a\land a=a}                                                                        | 8 Идемпотентность                                           |
| {\displaystyle \lnot \lnot a=a}                                                                  |                                                                                                   | 9 инволютивность отрицания, закон снятия двойного отрицания |
| {\displaystyle a\lor 0=a}                                                                        | {\displaystyle a\land 1=a}                                                                        | 10 свойства констант                                        |
| {\displaystyle a\lor 1=1}                                                                        | {\displaystyle a\land 0=0}                                                                        | 10 свойства констант                                        |
| дополнение 0 есть 1 {\displaystyle \lnot 0=1}                                                    | дополнение 1 есть 0 {\displaystyle \lnot 1=0}                                                     | 10 свойства констант                                        |
| {\displaystyle (a\lor b)\land (\lnot a\lor b)=b}                                                 | {\displaystyle (a\land b)\lor (\lnot a\land b)=b}                                                 | 11 Склеивание                                               |

## Примеры
- Самая простая нетривиальная булева алгебра содержит всего два элемента, 0 и 1, а действия в ней определяются следующей таблицей:

| ∧ | 0 | 1 |
| - | - | - |
| 0 | 0 | 0 |
| 1 | 0 | 1 |

| ∨ | 0 | 1 |
| - | - | - |
| 0 | 0 | 1 |
| 1 | 1 | 1 |

| a  | 0 | 1 |
| -- | - | - |
| ¬a | 1 | 0 |

Эта булева алгебра наиболее часто используется в логике, так как является точной моделью классического исчисления высказываний. В этом случае 0 называют ложью, 1 — истиной. Выражения, содержащие булевы операции и переменные, представляют собой высказывательные формы.
- Множество всех подмножеств данного множества S образует булеву алгебру относительно операций ∨ := ∪ (объединение), ∧ := ∩ (пересечение) и унарной операции дополнения. Наименьший элемент здесь — пустое множество, а наибольший — всё S.
- Рассмотрим множество {\displaystyle U} всех натуральных делителей заданного натурального числа {\displaystyle m,} свободного от квадратов. Определим на {\displaystyle U} две бинарные операции: нахождение наибольшего общего делителя (аналог конъюнкции) и наименьшего общего кратного (аналог дизъюнкции); роль отрицания играет одноместная операция, сопоставляющая делителю {\displaystyle d} делитель {\displaystyle m/d.} Полученная структура является булевой алгеброй; в ней аналогами булевских нуля и единицы выступают соответственно числа 1 и {\displaystyle m.} Переложение приведенных выше общих аксиом и свойств булевой алгебры для множества {\displaystyle U} даёт ряд полезных и не очевидных теоретико-числовых тождеств[4].
- Алгебра Линденбаума — Тарского (фактормножество всех утверждений по отношению равносильности в данном исчислении с соответствующими операциями) какого-либо исчисления высказываний является булевой алгеброй. В этом случае истинностная оценка формул исчисления является гомоморфизмом алгебры Линденбаума — Тарского в двухэлементную булеву алгебру.
- Если R — произвольное кольцо, то на нём можно определить множество центральных идемпотентов так: 
 A = { e ∈ R : e² = e, ex = xe, ∀x ∈ R }, 
 тогда множество A будет булевой алгеброй с операциями e ∨ f := e + f − ef и e ∧ f := ef.

## Принцип двойственности
В булевых алгебрах существуют двойственные утверждения, они либо одновременно верны, либо одновременно неверны. Именно, если в формуле, которая верна в некоторой булевой алгебре, поменять все конъюнкции на дизъюнкции, 0 на 1, ≤ на > и наоборот или < на ≥ и наоборот, то получится формула, также истинная в этой булевой алгебре. Это следует из симметричности аксиом относительно таких замен.

## Представления булевых алгебр
Можно доказать, что любая конечная булева алгебра изоморфна булевой алгебре всех подмножеств какого-то множества. Отсюда следует, что количество элементов в любой конечной булевой алгебре будет степенью двойки.
Теорема Стоуна утверждает, что любая булева алгебра изоморфна булевой алгебре всех открыто-замкнутых множеств какого-то компактного вполне несвязного хаусдорфова топологического пространства.

## Аксиоматизация
В 1933 году американский математик Хантингтон предложил следующую аксиоматизацию для булевых алгебр:
1. Аксиома коммутативности: x + y = y + x.
2. Аксиома ассоциативности: (x + y) + z = x + (y + z).
3. Уравнение Хантингтона: n(n(x) + y) + n(n(x) + n(y)) = x.

Здесь использованы обозначения Хантингтона: + означает дизъюнкцию, n — отрицание.
Герберт Роббинс поставил следующий вопрос: можно ли сократить последнюю аксиому так, как написано ниже, то есть будет ли определённая выписанными ниже аксиомами структура булевой алгеброй?
Аксиоматизация алгебры Роббинса:
1. Аксиома коммутативности: x + y = y + x.
2. Аксиома ассоциативности: (x + y) + z = x + (y + z).
3. Уравнение Роббинса: n(n(x + y) + n(x + n(y))) = x.

Этот вопрос оставался открытым с 1930-х годов и был любимым вопросом Тарского и его учеников.
В 1996 году Вильям МакКьюн, используя некоторые полученные до него результаты, дал утвердительный ответ на этот вопрос. Таким образом, любая алгебра Роббинса является булевой алгеброй.